# Graffiti (album)
Graffiti este cel de-al treilea album de studio al interpretului american Chris Brown.
Lansat în decembrie 2009, Graffiti a debutat pe treapta cu numărul 7 în clasamentul american Billboard 200, lucru datorat celor aproximativ 102.000 de unități comercializate în primele șapte zile de disponibilitate. Critica de specialitate a blamat discul, majoritatea recenzorilor oferindu-i materialului calificative nesatisfăcătoare. Website-ul Metacritic afișează o medie a aprecierilor pozitive de 38%, acest scor reprezentând cel de-al nouălea cel mai slab punctaj obținut de un album abordat de editori.
Primul single oficial de pe albumul Graffiti a fost transmis posturilor de radio din S.U.A. în septembrie 2009, purtând titulatura de „I Can Transform Ya”. Înregistrarea constituie o colaborare cu interpretul de muzică rap Lil Wayne și compozitorul Swizz Beatz. Piesa a ocupat locul 20 în ierarhia Billboard Hot 100 și s-a bucurat de succes în Noua Zeelandă, loc unde a câștigat treapta cu numărul 7. La scurt timp a început promovarea celui de-al doilea single al materialului, balada „Crawl”, acesta obținând poziționări mediocre în clasamentele de specialitate.
Cel de-al treilea single al discului va fi înregistrarea „Pass Out”, o colaborare cu interpreta de origine olandeză Eva Simons.

## Ordinea pieselor pe disc
Ediția standard
1. „I Can Transform Ya” (în colaborare cu Lil Wayne și Swizz Beatz) — 3:48
2. „Sing Like Me” — 4:15
3. „Crawl” — 3:56
4. „So Cold” — 3:38
5. „What I Do” (în colaborare cu Plies) — 4:00
6. „Famous Girl” — 3:39
7. „Take My Time” (în colaborare cu Tank) — 4:38
8. „I.Y.A.” — 3:08
9. „Pass Out” (în colaborare cu Eva Simons) — 3:53
10. „Wait” (în colaborare cu Trey Songz și The Game) — 4:30
11. „Lucky Me” — 5:10
12. „Fallin Down” — 4:10
13. „I'll Go” — 3:05
14. „Girlfriend” — 4:15